# Łubnice (gmina w województwie świętokrzyskim)
Łubnice (daw. alt. gmina Lubnica) – gmina wiejska w województwie świętokrzyskim, w powiecie staszowskim. Gmina powstała 1 stycznia 1982 r. poprzez wydzielenie sołectw z gminy Połaniec. W latach 1982–1998 gmina położona była w województwie tarnobrzeskim.
Siedziba gminy to Łubnice.
Według danych z 30 czerwca 2004 gminę zamieszkiwało 4431 osób.
Większość mieszkańców zajmuje się rolnictwem, szczególnie uprawą truskawek.

## Struktura powierzchni
Według danych z roku 2002 gmina Łubnice ma obszar 84,01 km², w tym:
- użytki rolne: 78%
- użytki leśne: 13%

Gmina stanowi 9,08% powierzchni powiatu.

## Demografia

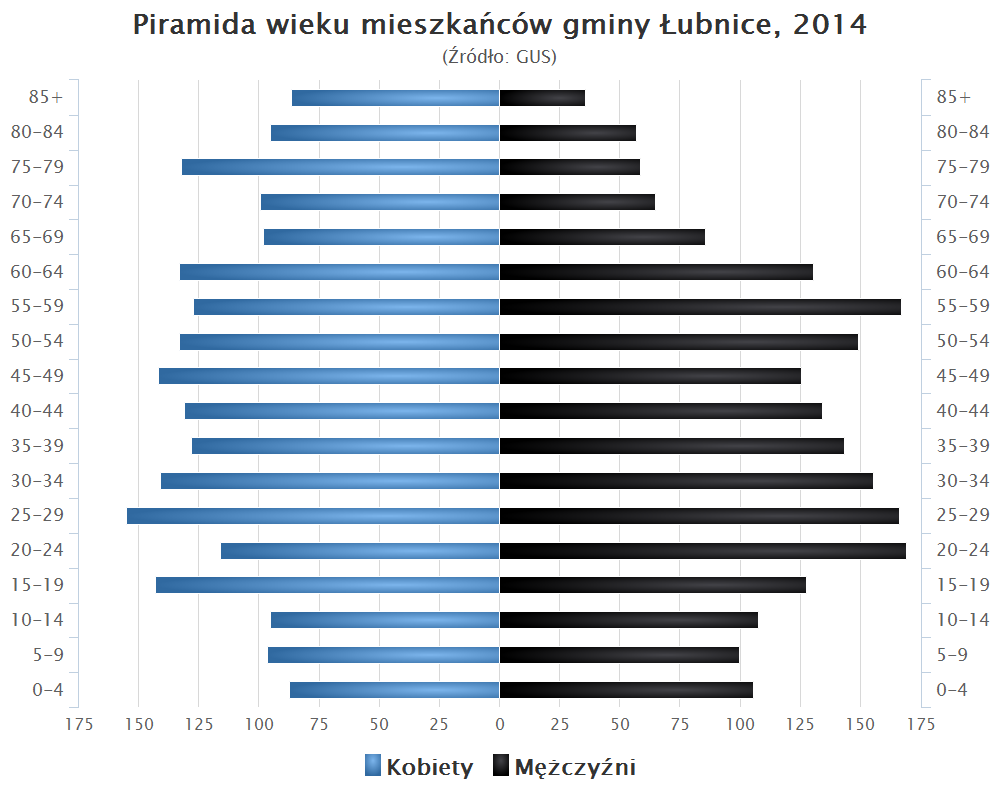
Piramida wieku mieszkańców gminy Łubnice w 2014 roku

Dane z 30 czerwca 2004:
| Opis                              | Ogółem | Ogółem | Kobiety | Kobiety | Mężczyźni | Mężczyźni |
| --------------------------------- | ------ | ------ | ------- | ------- | --------- | --------- |
| jednostka                         | osób   | %      | osób    | %       | osób      | %         |
| populacja                         | 4431   | 100    | 2250    | 50,8    | 2181      | 49,2      |
| gęstość zaludnienia (mieszk./km²) | 52,7   | 52,7   | 26,8    | 26,8    | 26        | 26        |

## Budżet
Rysunek 1.1 Dochody ogółem w Gminie Łubnice w latach 1995-2010 (w zł)
| WYSZCZEGÓLNIENIE               | J. m. | ROK         | ROK         | ROK          | ROK          | ROK         | ROK         | ROK         | ROK         | ROK         | ROK         | ROK         | ROK          | ROK          | ROK           | ROK           | ROK           |
| WYSZCZEGÓLNIENIE               | J. m. | 1995        | 1996        | 1997         | 1998         | 1999        | 2000        | 2001        | 2002        | 2003        | 2004        | 2005        | 2006         | 2007         | 2008          | 2009          | 2010          |
| ------------------------------ | ----- | ----------- | ----------- | ------------ | ------------ | ----------- | ----------- | ----------- | ----------- | ----------- | ----------- | ----------- | ------------ | ------------ | ------------- | ------------- | ------------- |
| Dochody ogółem                 | zł    | 1 245 557,- | 2 361 502,- | 10 829 524,- | 10 975 752,- | 5 589 435,- | 4 955 171,- | 4 799 806,- | 5 236 539,- | 5 782 158,- | 6 513 855,- | 7 262 301,- | 9 242 445,24 | 8 238 482,46 | 10 257 765,16 | 12 492 647,43 | 36 524 365,09 |
| ZNAK                           | ±     | -           | +           | -            | +            | +           | -           | +           | -           | -           | -           | -           | +            | -            | -             | +             | -             |
| Nadwyżka/deficyt budżetowa(-y) | zł    | 32 076,-    | 118 423,-   | 389 752,-    | 286 908,-    | 111 449,-   | 2 916,-     | 212 469,-   | 91 694,-    | 168 759,-   | 587 108,-   | 321 661,-   | 235 481,22   | 342 352,90   | 828 689,71    | 612 980,62    | 4 243 571,69  |
| ZNAK                           | Σ     | =           | =           | =            | =            | =           | =           | =           | =           | =           | =           | =           | =            | =            | =             | =             | =             |
| Wydatki ogółem                 | zł    | 1 213 481,- | 2 479 925,- | 10 439 772,- | 11 262 660,- | 5 700 884,- | 4 952 255,- | 5 012 275,- | 5 144 845,- | 5 613 399,- | 5 926 747,- | 6 940 640,- | 9 477 926,46 | 7 896 129,56 | 9 429 075,45  | 13 105 628,05 | 32 280 793,40 |

 Rysunek 1.2 Wydatki ogółem w Gminie Łubnice w latach 1995-2010 (w zł)

Według danych z roku 2010 średni dochód na mieszkańca wynosił 8 335,09 zł (tj. — stan na 31 XII; przy 8 340,80 zł w zestawieniu na 30 VI); jednocześnie średnie wydatki na mieszkańca kształtowały się na poziomie 7 366,68 zł (tj. — stan na 31 XII; przy 7 371,73 zł w zestawieniu na 30 VI).

## Sołectwa
Beszowa, Borki, Budziska, Czarzyzna, Gace Słupieckie, Góra, Grabowa, Łubnice, Łyczba, Orzelec Duży, Orzelec Mały, Przeczów, Rejterówka, Słupiec, Szczebrzusz, Wilkowa, Wolica, Zalesie, Zofiówka.
Miejscowości bez statusu sołectwa: Czajków, Tarnowce, W Ogrodach, Zajeziorze, Zakupne.

## Sąsiednie gminy
Czermin, Oleśnica, Pacanów, Połaniec, Rytwiany, Szczucin